# Henry Norbury
Sir Henry Norbury of Stoke d’Abernon (* um 1410; † zwischen 1456 und 1464) war ein englischer Ritter.

## Leben
Sir Henry war der älteste Sohn von Sir John Norbury of Hoddesdon and Little Berkhampstead († 1414), und Elizabeth, einer Tochter des Sir Thomas Butler of Sudley (1358–1398; 1379 de iure 4. Baron Sudeley).
Da sein Vater unter König Heinrich IV. als Lord High Treasurer diente und ein enger Vertrauter war, wurde dessen Sohn, Heinrich V., zum Taufpaten von Sir Henry Norbury.
Spätestens 1434 war er zum Knight Bachelor geschlagen worden. Im Rahmen des Hundertjährigen Krieges gegen Frankreich musterte er im Jahr 1435 29 Men-at-Arms und 400 Bogenschützen und kämpfte 1436 beim Entsatz der Stadt Rouen. Im darauffolgenden Jahr erging königlicher Befehl an Henry Beaufort, Bischof von Winchester, Sir Henry zum Lieutenant von Cherbourg zu ernennen. Zwischen 1441 und 1443 war Henry Norbury auch Lieutenant von Rouen.
Von 1435 bis 1439 und von 1443 bis 1448 amtierte er in England als Friedensrichter für Surrey.
1450 war er als Lieutenant des 7. Baron Scales Kommandeur von Vire und stieß Anfang April 1450 mit seinem Kontingent zur Belagerung von Valognes dazu, und geriet kurz darauf bei der Schlacht von Formigny in Gefangenschaft. Er wurde wenig später freigelassen im Gegenzug für die Übergabe von Vire, das die Franzosen inzwischen  für zehn Tage belagert hatten.
Zurück in England wurde Sir Henry 1453 als Knight of the Shire für Bedfordshire ins House of Commons gewählt und hatte dieses Mandat bis 1454 inne. Ferner erhielt er unter König Heinrich VI. das Amt des Under-Treasurer of England.
Sir Henry kämpfte während der Rosenkriege für das Haus Lancaster 1460 sowohl bei den Schlachten von Northampton und Wakefield, als auch 1461 in St Albans und Towton.
Die Angaben über das Jahr seines Todes sind unterschiedlich. Eine Quelle gibt als Todesjahr 1456 an, eine andere mit 1461 bei der Schlacht von Towton, eine dritte Quelle spricht von 1464.
Sir Herny wurde neben seiner Gattin in der Kirche des Franziskanerklosters (Greyfriars) in London bestattet.

## Ehe und Nachkommen
Sir Henry war verheiratet mit Anne, eine Tochter des William Crozier. Von seinem Schwiegervater erbte er das Anwesen Stoke d’Abernon in Surrey.
Das Paar hatte folgende Nachkommen:
- John Norbury of Stoke d’Abernon (1443–1504), Knight of the Shire für Surrey[2][4][8]
- Ralph Norbury[4]
- Elizabeth Norbury ⚭ (1) William Sidney ⚭ (2) Thomas Uvedale[4][9]
- Cecily Norbury[4]
- Jane Norbury ⚭ Thomas Cruse[4]
- Anne Norbury ⚭ Richard Hallywell[4]
- Rose Norbury[4]